# KPGA 투어
KPGA 투어(Korea Professional Golfers' Association Tour)는 한국프로골프협회가 주최하는 골프 대회로, 대한민국 남자프로골프 1부 투어이다. 과거 명칭은 코리안투어(Korean Tour)이다.